# Huey Lewis & the News/Diskografie
Diese Diskografie ist eine Übersicht über die musikalischen Werke der US-amerikanischen Rockband Huey Lewis & the News. Den Schallplattenauszeichnungen zufolge hat sie bisher mehr als 18,4 Millionen Tonträger verkauft, davon alleine in ihrer Heimat über 14,5 Millionen. Ihre erfolgreichste Veröffentlichung ist das Album Sports mit über 8,1 Millionen verkauften Einheiten.

## Alben

### Studioalben
| Jahr | Titel                           | Höchstplatzierung, Gesamtwochen, AuszeichnungChartplatzierungen (Jahr, Titel, Platzierungen, Wochen, Auszeichnungen, Anmerkungen) | Höchstplatzierung, Gesamtwochen, AuszeichnungChartplatzierungen (Jahr, Titel, Platzierungen, Wochen, Auszeichnungen, Anmerkungen) | Höchstplatzierung, Gesamtwochen, AuszeichnungChartplatzierungen (Jahr, Titel, Platzierungen, Wochen, Auszeichnungen, Anmerkungen) | Höchstplatzierung, Gesamtwochen, AuszeichnungChartplatzierungen (Jahr, Titel, Platzierungen, Wochen, Auszeichnungen, Anmerkungen) | Höchstplatzierung, Gesamtwochen, AuszeichnungChartplatzierungen (Jahr, Titel, Platzierungen, Wochen, Auszeichnungen, Anmerkungen) | Anmerkungen |
| Jahr | Titel                           | DE | AT | CH | UK | US | Anmerkungen |
| ---- | ------------------------------- | --- | --- | --- | --- | --- | --- |
| 1980 | Huey Lewis and the News         | — | — | — | — | — | Erstveröffentlichung: 25. Juni 1980 Produzent: Bill Schnee                                                            |
| 1982 | Picture This                    | — | — | — | — | US116 Gold · (59 Wo.)US | Erstveröffentlichung: 29. Januar 1982 Produzenten: Huey Lewis and the News                                            |
| 1983 | Sports                          | DE29 (12 Wo.)DE | — | — | UK23 Gold · (24 Wo.)UK | US1 ×7Siebenfachplatin · (160 Wo.)US                                                                                              | Erstveröffentlichung: 15. September 1983 Produzenten: Huey Lewis and the News Charteintritt DE: 12/1984 / UK: 09/1985 |
| 1986 | Fore!                           | DE5 Gold · (30 Wo.)DE | AT22 (4 Wo.)AT | CH4 (17 Wo.)CH | UK8 ×2Doppelplatin · (52 Wo.)UK                                                                                                   | US1 ×3Dreifachplatin · (61 Wo.)US                                                                                                 | Erstveröffentlichung: 20. August 1986 Produzenten: Huey Lewis and the News                                            |
| 1988 | Small World                     | DE8 (18 Wo.)DE | — | CH10 (13 Wo.)CH | UK12 Gold · (8 Wo.)UK | US11 Platin · (30 Wo.)US | Erstveröffentlichung: 10. Juni 1988 Produzenten: Huey Lewis and the News                                              |
| 1991 | Hard at Play                    | DE14 (24 Wo.)DE | — | CH9 (12 Wo.)CH | UK39 (2 Wo.)UK | US27 Gold · (27 Wo.)US | Erstveröffentlichung: 7. Mai 1991 Produzenten: Bill Schnee, Huey Lewis and the News                                   |
| 1994 | Four Chords & Several Years Ago | DE46 (9 Wo.)DE | — | CH21 (4 Wo.)CH | — | US55 (21 Wo.)US | Erstveröffentlichung: 10. Mai 1994 Produzent: Stewart Levine                                                          |
| 2001 | Plan B                          | — | — | — | — | US165 (1 Wo.)US | Erstveröffentlichung: 24. Juli 2001 Produzenten: Huey Lewis, Johnny Colla                                             |
| 2010 | Soulsville                      | — | — | — | — | US121 (1 Wo.)US | Erstveröffentlichung: 18. Oktober 2010 Produzenten: Jim Gaines, Huey Lewis and the News                               |
| 2020 | Weather                         | DE21 (2 Wo.)DE | — | CH13 (1 Wo.)CH | — | US71 (1 Wo.)US | Erstveröffentlichung: 14. Februar 2020 Produzenten: Huey Lewis und Johnny Colla                                       |

grau schraffiert: keine Chartdaten aus diesem Jahr verfügbar

### Livealben
- 2005: Live at 25

### Kompilationen
| Jahr | Titel                                 | Höchstplatzierung, Gesamtwochen, AuszeichnungChartplatzierungen (Jahr, Titel, Platzierungen, Wochen, Auszeichnungen, Anmerkungen) | Höchstplatzierung, Gesamtwochen, AuszeichnungChartplatzierungen (Jahr, Titel, Platzierungen, Wochen, Auszeichnungen, Anmerkungen) | Höchstplatzierung, Gesamtwochen, AuszeichnungChartplatzierungen (Jahr, Titel, Platzierungen, Wochen, Auszeichnungen, Anmerkungen) | Höchstplatzierung, Gesamtwochen, AuszeichnungChartplatzierungen (Jahr, Titel, Platzierungen, Wochen, Auszeichnungen, Anmerkungen) | Höchstplatzierung, Gesamtwochen, AuszeichnungChartplatzierungen (Jahr, Titel, Platzierungen, Wochen, Auszeichnungen, Anmerkungen) | Anmerkungen                            |
| Jahr | Titel                                 | DE | AT | CH | UK | US | Anmerkungen                            |
| ---- | ------------------------------------- | --- | --- | --- | --- | --- | -------------------------------------- |
| 1992 | The Heart of Rock & Roll: The Best Of | DE54 (9 Wo.)DE | — | CH39 (1 Wo.)CH | UK23 Silber · (8 Wo.)UK | — | Erstveröffentlichung: November 1992    |
| 1996 | Time Flies … The Best of Huey Lewis   | — | — | — | — | US185 (1 Wo.)US | Erstveröffentlichung: 29. Oktober 1996 |
| 2011 | Greatest Hits & Videos                | — | — | — | — | US61 Gold · (24 Wo.)US | Erstveröffentlichung: 23. Mai 2006     |

Weitere Kompilationen
- 1997: The Only One
- 1997: The Power of Love: Best of Huey Lewis and the News
- 1999: Original Gold (Box mit 2 CDs)
- 2000: The Heart of Rock & Roll
- 2005: Greatest Hits (3 CDs, UK: Silber)
- 2006: Icon

## Singles
| Jahr | Titel Album                                                    | Höchstplatzierung, Gesamtwochen, AuszeichnungChartplatzierungen (Jahr, Titel, Album, Platzierungen, Wochen, Auszeichnungen, Anmerkungen) | Höchstplatzierung, Gesamtwochen, AuszeichnungChartplatzierungen (Jahr, Titel, Album, Platzierungen, Wochen, Auszeichnungen, Anmerkungen) | Höchstplatzierung, Gesamtwochen, AuszeichnungChartplatzierungen (Jahr, Titel, Album, Platzierungen, Wochen, Auszeichnungen, Anmerkungen) | Höchstplatzierung, Gesamtwochen, AuszeichnungChartplatzierungen (Jahr, Titel, Album, Platzierungen, Wochen, Auszeichnungen, Anmerkungen) | Höchstplatzierung, Gesamtwochen, AuszeichnungChartplatzierungen (Jahr, Titel, Album, Platzierungen, Wochen, Auszeichnungen, Anmerkungen) | Anmerkungen |
| Jahr | Titel Album                                                    | DE | AT | CH | UK | US | Anmerkungen |
| ---- | -------------------------------------------------------------- | --- | --- | --- | --- | --- | --- |
| 1982 | Do You Believe in Love Picture This                            | — | — | — | — | US7 (17 Wo.)US | Erstveröffentlichung: 22. Januar 1982 in den UK-Charts 1985 als B-Seite von The Power of Love Autor: Robert John Lange            |
| 1982 | Hope You Love Me Like You Say You Do Picture This              | — | — | — | — | US36 (11 Wo.)US | Erstveröffentlichung: 4. Mai 1982 Autor: Mike Duke                                                                                |
| 1982 | Workin’ for a Livin’ Picture This                              | — | — | — | — | US41 (9 Wo.)US | Erstveröffentlichung: 23. Juli 1982 Autoren: Chris Hayes, Huey Lewis                                                              |
| 1983 | Heart and Soul Sports                                          | DE39 (11 Wo.)DE | — | — | — | US8 (21 Wo.)US | Erstveröffentlichung: 30. August 1983 Autoren: Nicky Chinn, Mike Chapman Original: Exile, 1981                                    |
| 1984 | I Want a New Drug Sports                                       | DE27 (12 Wo.)DE | — | — | — | US6 Gold · (19 Wo.)US | Erstveröffentlichung: 3. Januar 1984 Autoren: Chris Hayes, Huey Lewis                                                             |
| 1984 | The Heart of Rock & Roll Sports                                | DE71 (2 Wo.)DE | — | — | UK78 (4 Wo.)UK | US6 (20 Wo.)US | Erstveröffentlichung: 10. April 1984 Autoren: Johnny Colla, Huey Lewis                                                            |
| 1984 | If This Is It Sports                                           | — | — | — | UK39 (7 Wo.)UK | US6 (17 Wo.)US | Erstveröffentlichung: 10. Juli 1984 Autoren: Johnny Colla, Huey Lewis                                                             |
| 1984 | Walking on a Thin Line Sports                                  | — | — | — | — | US18 (15 Wo.)US | Erstveröffentlichung: Oktober 1984 Autoren: André Pessis, Kevin Wells                                                             |
| 1985 | The Power of Love Back to the Future (Soundtrack) • Fore!      | DE16 (15 Wo.)DE | AT24 (4 Wo.)AT | CH11 (18 Wo.)CH | UK9 Platin · (25 Wo.)UK | US1 Gold · (19 Wo.)US | Erstveröffentlichung: 17. Juni 1985 vom Soundtrack des Films Zurück in die Zukunft Autoren: Chris Hayes, Huey Lewis, Johnny Colla |
| 1986 | The Heart and Soul E. P. –                                     | — | — | — | UK61 (8 Wo.)UK | — | Erstveröffentlichung: November 1985 inkl. Jellybean-Dance-Mix von Hearts and Soul                                                 |
| 1986 | The Heart of Rock and Roll (Reissue) Sports                    | — | — | — | UK49 (3 Wo.)UK | — | Erstveröffentlichung: April 1986                                                                                                  |
| 1986 | Stuck with You Fore!                                           | DE15 (15 Wo.)DE | AT23 (2 Wo.)AT | CH14 (11 Wo.)CH | UK12 (12 Wo.)UK | US1 (19 Wo.)US | Erstveröffentlichung: 21. Juli 1986 Autoren: Chris Hayes, Huey Lewis                                                              |
| 1986 | Hip to Be Square Fore!                                         | — | — | — | UK41 (10 Wo.)UK | US3 (16 Wo.)US | Erstveröffentlichung: 6. Oktober 1986 Autoren: Bill Gibson, Sean Hopper, Huey Lewis                                               |
| 1987 | Jacob’s Ladder Fore!                                           | DE65 (6 Wo.)DE | — | — | — | US1 (15 Wo.)US | Erstveröffentlichung: 5. Januar 1987 Autoren: Bruce Hornsby, John Hornsby                                                         |
| 1987 | Simple as That Fore!                                           | — | — | — | UK47 (5 Wo.)UK | — | Erstveröffentlichung: März 1987 Autoren: Frank Biner, Stephen Kupka, Emilio Castillo                                              |
| 1987 | I Know What I Like Fore!                                       | — | — | — | — | US9 (14 Wo.)US | Erstveröffentlichung: 23. März 1987 Autoren: Chris Hayes, Huey Lewis                                                              |
| 1987 | Doin’ It (All for My Baby) Fore!                               | — | — | — | UK93 (1 Wo.)UK | US6 (16 Wo.)US | Erstveröffentlichung: 29. Juni 1987 Autoren: Mike Duke, Phil Cody                                                                 |
| 1988 | Perfect World Small World                                      | — | — | — | UK48 (6 Wo.)UK | US3 (15 Wo.)US | Erstveröffentlichung: 28. Juni 1988 Autor: Alex Call                                                                              |
| 1988 | Small World (Part One) Small World                             | — | — | — | — | US25 (11 Wo.)US | Erstveröffentlichung: 27. September 1988 Autoren: Chris Hayes, Huey Lewis                                                         |
| 1988 | World to Me Small World                                        | — | — | — | UK84 (2 Wo.)UK | — | Erstveröffentlichung: November 1988 Autoren: Chris Hayes, Huey Lewis                                                              |
| 1989 | Walking with the Kid Small World                               | — | — | — | UK98 (1 Wo.)UK | — | Erstveröffentlichung: Februar 1989 Autor: Geoffrey Palmer                                                                         |
| 1989 | Give Me the Keys (And I’ll Drive You Crazy) Small World        | — | — | — | — | US47 (8 Wo.)US | Erstveröffentlichung: Januar 1989 Autoren: Bill Gibson, Huey Lewis                                                                |
| 1991 | Couple Days Off Hard at Play                                   | DE40 (13 Wo.)DE | — | — | — | US11 (13 Wo.)US | Erstveröffentlichung: April 1991 Autoren: Autoren: Chris Hayes, Huey Lewis, Geoffrey Palmer                                       |
| 1991 | It Hit Me Like a Hammer Hard at Play                           | DE51 (14 Wo.)DE | — | — | — | US21 (13 Wo.)US | Erstveröffentlichung: Juli 1991 Autoren: Huey Lewis, Robert John Lange                                                            |
| 1992 | He Don’t Know Hard at Play                                     | DE59 (8 Wo.)DE | — | CH18 (3 Wo.)CH | — | — | Erstveröffentlichung: Januar 1992 Autoren. Don Covay, Jon Tiven, Sally Tiven                                                      |
| 1994 | (She’s) Some Kind of Wonderful Four Chords & Several Years Ago | DE51 (18 Wo.)DE | — | — | UK84 (1 Wo.)UK | US44 (12 Wo.)US | Erstveröffentlichung: Mai 1994 Autor: John Ellison Original: Soul Brothers Six, 1967                                              |
| 1994 | But It’s Alright Four Chords & Several Years Ago               | — | — | — | — | US54 (20 Wo.)US | Erstveröffentlichung: August 1994 Autoren: J. J. Jackson, Pierre Tubbs Original: J. J. Jackson, 1966                              |

Weitere Singles
- 1980: Some of My Lies Are True (Sooner or Later)
- 1980: Now Here’s You
- 1985: Trouble in Paradise
- 1985: Bad Is Bad
- 1995: Little Bitty Pretty One
- 1996: 100 Years from Now
- 2001: Let Her Go and Start Over
- 2001: I’m Not in Love Yet (mit Wynonna)
- 2003: We’re Not Here for a Long Time (We’re Here for a Good Time)
- 2019: Her Love is Killin’ Me
- 2019: While We’re Young

## Videoalben
- 1985: The Heart of Rock ’n’ Roll
- 1986: Video Hits
- 1987: Fore & More
- 2000: Live at Rockpalast
- 2004: Huey Lewis at Rockpalast
- 2005: Live at 25
- 2005: Huey Lewis & the News Live (US: Gold)
- 2010: The Heart of Rock & Roll

## Statistik

### Chartauswertung
|                     | DE    | AT    | CH    | UK    | US     |
| ------------------- | ----- | ----- | ----- | ----- | ------ |
| Nummer-eins-Alben   | DE—DE | AT—AT | CH—CH | UK—UK | US2US  |
| Top-10-Alben        | DE2DE | AT—AT | CH3CH | UK2UK | US5US  |
| Alben in den Charts | DE7DE | AT1AT | CH6CH | UK5UK | US11US |

|                       | DE     | AT    | CH    | UK     | US     |
| --------------------- | ------ | ----- | ----- | ------ | ------ |
| Nummer-eins-Singles   | DE—DE  | AT—AT | CH—CH | UK—UK  | US3US  |
| Top-10-Singles        | DE—DE  | AT—AT | CH—CH | UK1UK  | US12US |
| Singles in den Charts | DE10DE | AT2AT | CH3CH | UK13UK | US20US |

### Auszeichnungen für Musikverkäufe
| Goldene Schallplatte - Australien - 1986: für die Single Stuck with You - 1992: für das Album The Heart of Rock & Roll: The Best Of - Dänemark - 2023: für die Single The Power of Love - Japan - 1985: für das Album Sports - 1992: für das Album Hard at Play - Kanada - 1984: für die Single I Want a new Drug - 1985: für die Single The Power of Love - 1986: für die Single Stuck with You - 1991: für das Album Hard at Play - Spanien - 2024: für die Single The Power of Love | Platin-Schallplatte - Neuseeland - 1987: für das Album Sports - 1993: für das Album The Heart of Rock & Roll: The Best Of - 2001: für die Single Cruisin’ 2× Platin-Schallplatte - Neuseeland - 1987: für das Album Fore! - 2025: für die Single The Power of Love 5× Platin-Schallplatte - Kanada - 1987: für das Album Fore! Diamantene Schallplatte - Kanada - 1988: für das Album Sports |

Anmerkung: Auszeichnungen in Ländern aus den Charttabellen bzw. Chartboxen sind in ebendiesen zu finden.
| Land/RegionAuszeichnungen für Musikverkäufe (Land/Region, Auszeichnungen, Verkäufe, Quellen) | Silber     | Gold       | Platin       | Diamant  | Verkäufe   | Quellen                          |
| -------------------------------------------------------------------------------------------- | ---------- | ---------- | ------------ | -------- | ---------- | -------------------------------- |
| Australien (ARIA)                                                                            | —          | 2× Gold2   | —            | —        | 70.000     | aria.com.au                      |
| Dänemark (IFPI)                                                                              | —          | Gold1      | —            | —        | 45.000     | ifpi.dk                          |
| Deutschland (BVMI)                                                                           | —          | Gold1      | —            | —        | 250.000    | musikindustrie.de                |
| Japan (RIAJ)                                                                                 | —          | 2× Gold2   | —            | —        | 200.000    | riaj.or.jp worldradiohistory.com |
| Kanada (MC)                                                                                  | —          | 4× Gold4   | 5× Platin5   | Diamant1 | 1.700.000  | musiccanada.com                  |
| Neuseeland (RMNZ)                                                                            | —          | —          | 7× Platin7   | —        | 147.500    | radioscope.co.nz                 |
| Spanien (Promusicae)                                                                         | —          | Gold1      | —            | —        | 30.000     | elportaldemusica.es              |
| Vereinigte Staaten (RIAA)                                                                    | —          | 6× Gold6   | 11× Platin11 | —        | 14.550.000 | riaa.com                         |
| Vereinigtes Königreich (BPI)                                                                 | 2× Silber2 | 2× Gold2   | 3× Platin3   | —        | 1.520.000  | bpi.co.uk                        |
| Insgesamt                                                                                    | 2× Silber2 | 19× Gold19 | 26× Platin26 | Diamant1 |            |                                  |